# Vännerna (2014)
Vännerna är en svensk dramafilm från 2014, regisserad av Beata Gårdeler som även skrivit manus tillsammans med Christian Augrell. I huvudrollen som socialassistent ses Anna Bjelkerud.

## Handling
55-åriga Karen ligger död i sin lägenhet och flera månader har passerat utan att någon har saknat henne. Boutredarna Annika och Samir får i uppdrag att försöka finna eventuella anhöriga. Filmen skildrar därefter kroppens väg mellan poliser, socialassistenter och obducenter till den slutliga vilan.

## Rollista (i urval)
- Anna Bjelkerud – Annika / Moa
- Alexander Salzberger – Samir
- Mats Blomgren – Manfred
- Robin Keller – Conny
- Eva Melander – Ewa

## Om filmen
Vännerna producerades av Malin Idevall för Bob Film Sweden AB med Sveriges Television AB som medproducent och med produktionsstöd från Stiftelsen Svenska Filminstitutet. Filmen fotades av Gösta Reiland och klipptes av Linda Jilmalm. Musiken komponerades av Lisa Montan.
Filmen premiärvisades den 25 januari 2014 på Göteborgs filmfestival och visade samma dag på Sveriges Television SVT1.

## Mottagande
Filmen belönades med Stora novellfilmspriset 2014, som detta år delades ut för sista gången. Juryns motivering löd:
| ”                               | I en skenbart enkel historia väljer man bildmässigt bort åtskilligt med information - ett grepp som samtidigt säger så mycket mer. Och i en sparsmakad dialog distanseras människorna från det obehagliga, till synes onämnbara, men kommer samtidigt varandra så mycket närmre. Skådespelarna tar oss den sista biten in mot brännpunkten. Reflektionerna om livet och döden går inte att smita förbi. Det hugger oss rakt i hjärtat. Är detta allt - och är inte det i sådant fall alldeles för lite och för futtigt och för meningslöst? Hur lever man ända in mot slutet - och hur lever de andra efteråt? Filmen fångar ett helt livs existentiella grubblande på 28 minuter och 45 sekunder. Vackert så, Beata Gårdeler, med vänner. | „ |
| – Stora novellfilmsprisets jury | |   |

Regissören Beata Gårdeler mottog priset på 200 000 svenska kronor den 25 januari 2014 i bankettsalen på Elite Park hotell. Hon kommenterade priset i Dagens Nyheter med att säga "Jag tyckte att det var ett pris bara att få göra filmen. Vissa filmer är svårare att få pengar till, som om man gör en film om ett lik".